# Чемпіонат світу з водних видів спорту 2023
Чемпіонат світу з водних видів спорту 2023 — 20-й за ліком Чемпіонат світу з водних видів спорту. Відбудеться в Фукуоці (Японія) і триватиме з 14 до 30 липня 2023 року. 
Спершу Фукуока мала приймати ці змагання у 2021 році, але через пандемію Ковід-19, чемпіонат був перенесений на 2022 рік, але через новий спалах хвороби, змагання у Фукуоці перенесли на 2023 рік, а у 2022 році відбувся чемпіонат світу, який прийняв Будапешт. Фукуока вдруге в історії, та вперше з 2001 року, буде організовувати ці змагання.

## Спортивні об'єкти
- Marine Messe Fukuoka (плавання, артистичне плавання та водне поло)
- Fukuoka Prefectural Pool (стрибки у воду)
- Seaside Momochi Beach Park (плавання на відкритій воді, Хай-дайвінг)

## Розклад
В загальному буде розіграно 75 комплектів нагород у шести дисциплінах. Розклад змагань повернувся до класичного формату: артистичне плавання, стрибки у воду, плавання на відкритій воді та водне поло розпочнуться в перший тиждень, а по їх завершенню розпочнуться змагання з плавання та хай-дайвінгу.
| ● | Церемонія відкриття | ● | Відбіркові змагання | ● | Фінали | ● | Церемонія закриття | Ч | Матчі чоловічих збірних | Ж | Матчі жіночих збірних |

| Липень                     | 14 | 15 | 16 | 17 | 18 | 19 | 20 | 21 | 22 | 23 | 24 | 25 | 26 | 27 | 28 | 29 | 30 | Комплектів медалей |
| -------------------------- | -- | -- | -- | -- | -- | -- | -- | -- | -- | -- | -- | -- | -- | -- | -- | -- | -- | ------------------ |
| Церемонії                  | ●  |    |    |    |    |    |    |    |    |    |    |    |    |    |    |    | ●  | -                  |
| Плавання                   |    |    |    |    |    |    |    |    |    | 5  | 4  | 5  | 5  | 5  | 5  | 6  | 7  | 42                 |
| Плавання на відкритій воді |    | 1  | 1  |    | 2  |    | 1  |    |    |    |    |    |    |    |    |    |    | 5                  |
| Артистичне плавання        | ●  | 1  | 2  | 2  | 1  | 2  | 1  | 1  | 1  |    |    |    |    |    |    |    |    | 11                 |
| Стрибки у воду             | ●  | 3  | 2  | 2  | 1  | 1  | 1  | 1  | 2  |    |    |    |    |    |    |    |    | 13                 |
| Хай-дайвінг                |    |    |    |    |    |    |    |    |    |    |    | ●  | 1  | 1  |    |    |    | 2                  |
| Водне поло                 |    |    | Ж  | Ч  | Ж  | Ч  | Ж  | Ч  | Ж  | Ч  | Ж  | Ч  | Ж  | Ч  | Ж  | Ч  |    | 2                  |
| Комплектів медалей         | 0  | 5  | 5  | 4  | 4  | 3  | 3  | 2  | 3  | 5  | 4  | 5  | 6  | 6  | 6  | 7  | 7  | 75                 |
| Загалом медалей            | 0  | 5  | 10 | 14 | 18 | 21 | 23 | 26 | 29 | 34 | 38 | 43 | 49 | 55 | 61 | 68 | 75 | 75                 |